# Kate Gillou-Fenwick
Catherine Marie Blanche „Katie” Gillou (ur. 19 lutego 1887 w Paryżu, zm. 16 lutego 1964 tamże) – francuska tenisistka, czterokrotna mistrzyni French Open w grze pojedynczej, dwukrotna w mikście i jednokrotna w deblu.

## Kariera
W 1900 wzięła udział w pokazowym turnieju miksta, nie zaliczanym do oficjalnej klasyfikacji igrzyskach olimpijskich w Paryżu. Jej partnerem był Pierre Verdé-Delisle. Para odpadła w pierwszej rundzie przegrywając z parą mieszaną (Wielka Brytania/Bohemia).
W 1903 po raz pierwszy dotarła do finału French Open, jednakże przegrała w nim z Adine Masson. Rok później udało jej się wygrać ten turniej pokonując ubiegłoroczną zwyciężczynię. W 1905 obroniła tytuł wygrywając z Yvonne de Pfeffel. W 1906, startując już pod nazwiskiem męża (Fenwick), trzeci raz z rzędu wygrała Roland Garros. W finale jej rywalką była Virginia MacVeagh. W 1907 nie udało jej się dotrzeć do finału, ale w 1908 ponownie zwyciężyła w tym turnieju pokonując w ostatnim meczu rodaczkę A. Péan (imię nieznane). W 1904 i 1908 wygrywała French Open także w mikście (jej partnerem w obu przypadkach był Max Décugis). W 1908 w finale para pokonała mikst Péan/Etienne Picard 6:4, 6:2. W 1908 Gillou wygrała również w deblu w parze z C. Matthey.